# Chiara Nappi
Chiara R. Nappi es una física italiana. Sus áreas de investigación han incluido física matemática, física de partículas y teoría de cuerdas. 

## Carrera académica
Obtuvo el Diploma della Scuola di Perfezionamento en física de la Universidad de Nápoles en 1976.  Su asesor fue Giovanni Jona-Lasinio de la Universidad de Roma. Se mudó a los Estados Unidos para llevar a cabo investigaciones académicas, primero en la  Universidad de Harvard y luego en la Universidad de Princeton y el Instituto de Estudios Avanzados. Ha sido profesora de física en la Universidad del Sur de California (1999-2001) y en la Universidad de Princeton (2001-presente). 

## Investigación
El trabajo inicial de Chiara se centró en la mecánica estadística rigurosa. Su trabajo con R. Figari y R. Hoegh-Krohn resultó en una de las primeras propuestas de una interpretación térmica de la teoría cuántica de campos en el espacio de Sitter.  En la década de 1980, con G. Adkins y E. Witten, investigó las propiedades estáticas de los bariones en el modelo de Skyrme, y con A. Abouelsaood, CG Callan y SA Yost, trabajó en el comportamiento de cuerdas abiertas en campos electromagnéticos de fondo.  También ha contribuido al análisis de las soluciones de agujero negro y la no conmutabilidad en la teoría de cuerdas y la integrabilidad en las teorías de cuerdas y las teorías de calibre. También ha escrito varios artículos sobre educación y sobre mujeres en la ciencia.

## Personal
Está casada con Edward Witten, físico matemático y profesor en el Instituto de Estudios Avanzados en Princeton, Nueva Jersey. Tienen tres hijos, Ilana, Daniela y Rafael.